# Еон (геологія)
Еон (від дав.-гр. αἰών — «вік»; англ. aeon, Eon; нім. Eon n) — відрізок геологічної історії Землі, що об'єднує кілька ер. Еон — геохронологічний еквівалент еонотеми. Виділяють чотири еони: гадей, архей, протерозой і фанерозой.
Гадей, архей і протерозой входять до супереону докембрій.